# Ibai Azurmendi
Ibai Azurmendi Sagastibeltza (Leitza, 11 juni 1996) is een Spaanse voormalig wielrenner die reed voor Euskaltel-Euskadi. Daaraan voorafgaand reed de Bask voor eveneens Baskische ploegen die gelieerd zijn aan Euskaltel-Euskadi.

## Resultaten in voornaamste wedstrijden
| Jaar | Ronde van Italië | Ronde van Frankrijk | Ronde van Spanje |
| ---- | ---------------- | ------------------- | ---------------- |
| 2021 |                  |                     |                  |
| 2022 |                  |                     | 86e              |
| 2023 |                  |                     |                  |

| Jaar | Clásica San Sebastián |
| ---- | --------------------- |
| 2021 | 67e                   |
| 2022 | opgave                |
| 2023 | 77e                   |

## Ploegen
- 2018 –  Fundación Euskadi
- 2019 –  Fundación Euskadi
- 2020 –  Fundación-Orbea
- 2021 –  Euskaltel-Euskadi
- 2022 –  Euskaltel-Euskadi
- 2023 –  Euskaltel-Euskadi
- 2024 –  Euskaltel-Euskadi tot 15 april[1]

Angulo · Aristi · Azparren · Azurmendi · Ballarin · Bizkarra · Bou · Canal · Cuadrado · Etxeberria · Goikoetxea · Iribar · Irizar · Isasa · Iturria · Juaristi · Lobato · Martín · Maté ·  Soto · Lasa (stagiair) · Mintegui (stagiair)
E. Azparren · X. Azparren · Azurmendi · Ballarin · Berasategi · Bizkarra · Bou · Canal · Cuadrado · Etxeberria · Goikoetxea · Iribar · Isasa · Iturria · Juaristi · Lobato · López de Abetxuko · Martín · Maté ·  Soto
Aberasturi · Alustiza · Azparren · Azurmendi (tot 15/4) · Berasategi · Bizkarra · Bonillo · Bou · Cañellas · Cuadrado · de la Parte · Etxeberria · Fouché · Isasa · Iturria · Juaristi · López de Abetxuko · Martín · Maté · Mintegi · Zubeldia · Ganzabal (stagiair)